# Eucalyptus laeliae
Espèce
Classification phylogénétique
Répartition géographique
Eucalyptus laeliae est une espèce de plantes à fleurs du genre Eucalyptus et de la famille des Myrtaceae. C'est un arbre de taille petite à moyenne qui se trouve uniquement sur le versant ouest de la Darling Range, en Australie-Occidentale.

## Description
L'écorce est lisse, poudreuse, habituellement blanche, mais en automne, devenant jaune beurre.
Les feuilles adultes sont pétiolées, alternes, lancéolées ou falciformes de 17 cm de long sur 2,5 cm de large, concolores, d'un vert terne.
Les fleurs blanches apparaissent en été.